# Enicospilus iphias
Enicospilus iphias là một loài tò vò trong họ Ichneumonidae.